# Tomás López Sellés
Tomás Masito López Sellés (Pamplona, 27 de abril de 1906-Lizaso, 2 de octubre de 1976) fue un investigador etnológico español especializado en la localización y recuperación de monumentos megalíticos, su catalogación así como de ermitas y otros lugares monumentales de Navarra.

## Biografía
Persona autodidacta con gran afición al montañismo, que practicó desde muy joven y que derivó con los años hacia disciplinas históricas de varia índole. Fue alumno en la Universidad de Navarra de José Miguel de Barandiarán.
Fue su labor fundamentalmente de investigación de campo, no tanto de archivo, siendo buen conocedor puntual del mapa arqueológico navarro y del “corpus” megalítico navarro. Desde 1956 se tiene noticia de sus aportaciones dolménicas empezando a dar a conocer nueve dólmenes, Bigüézal, Leire-Illón, Arriasgoiti, Erro, Izpegui, Saoia-Loiketa y Abodi, además del cromlech en Urepel-Ibañeta. Haciendo un resumen, entre 1953 y 1974 localizó 41 dólmenes, 12 cromlechs, 2 túmulos y 1 menhir.
En su inquietud por preservar el patrimonio, llegó a asumir personalmente la restauración de la ermita de San Donato en el monte Beriáin.
Se movía en el entorno literario creado por la revista Pregón como afirma la catedrática María del Mar Lozano Bartolozzi en la biografía de su hermano Rafael Bartolozzi: 

Rafa asocia este deporte con su entorno vasco que definía la identidad de una parte de Navarra y era glosada e investigada por los amigos de la peña literaria, tertuliana y cafeteril de «Pregón» (cuyos componentes participaban en la edición de la Revista Pregón), colaboradores de la Institución “Príncipe de Viana”; entre ellos Tomás López Sellés (Masito), etnólogo e intimo amigo de mi padre, Vicente Galbete, José María Iribarren, Faustino Corella… o el más senior Ignacio Baleztena. Un grupo de amigos e intelectuales, de diferentes procedencias, que rodearon también nuestra infancia.

A su muerte dejó nutridos y bien ordenados ficheros y carpetas de notas sobre castillos, palacios cabo de armería y cuevas históricas de Navarra.
Integrante de la Sociedad de Ciencias Naturales Aranzadi de San Sebastián, fue miembro desde su fundación del Grupo Etniker y desde 1974 vocal de la Comisión de Excavaciones y Arqueología de la Institución Príncipe de Viana de la Diputación Foral de Navarra.

## Obras
Su obra más conocida y representativa se puede ordenar en dos campos netamente distintos pero vinculados a su afición montañera y tras visitar hasta 776 localidades de Navarra.
Ermitas
Contribución a un catálogo de ermitas de Navarra, que presenta por orden de topónimos y agrupadas en merindades en nueve entregas publicadas en “Cuadernos de etnología y etnografía de Navarra”, en los números 10-12 (1972),14-15 (1973), 16 y 18 (1974), 19 y 21 (1975), sumando un total de 361 páginas y 275 fotografías, a veces de valor histórico. 
En el apartado de agradecimiento en la Introducción al libro "Ermitas de Navarra" publicado en 1983 por la Caja de Ahorros de Navarra, su autor, Fernando Pérez Ollo, afirmaba: «A él le debemos el mejor catálogo de estos templos».
Megalitismo
Fue también notable su trabajo en la recuperación de monumentos megalíticos, llegando a descubrir algunos, como el de Farangortea, en Artajona. Sus localizaciones, que comenzaron en 1956, suman 58 ejemplares, que explican la calificación de “densa aportación dolménica de López Sellés” estampada por el profesor E. Vallespí. Las noticias de dólmenes y estaciones las publicó en: 
- Nuevos dólmenes, con Eduardo Mauleón, en “Pyrenaica”, 2 (1956);
- Nuevos hallazgos dolménicos en Navarra, en “Munibe”, IX (1957);
- Aportación al catálogo dolménico del País Vasco. Sector Idokorri-Ugarra, en “Munibe”, X (1959);
- Aportación al catálogo dolménico del País Vasco. Sector Baztán-Bertizarana, en “Munibe”, XII (1959);
- Dolmen de Farangortea, en Artajona, en “Munibe”, XIII (1961);
- Contribución al catálogo dolménico del País Vasco. Hallazgos en Navarra, en “Munibe”, XV (1963),
- Dos nuevos dólmenes en Navarra, en  “Munibe”, XVII (1965), y
- Contribución a un suplemento del “Catálogo dolménico del País Vasco” de Jesús Elósegui, en “Munibe”, XXV (1973).

En el IV Symposium de Prehistoria Peninsular (Pamplona, 1966) presentó Piedras familiares y piedras de tumbas de Navarra, una comunicación firmada conjuntamente con José Cruchaga y Casimiro Saralegui.